# Oeversnelloper
De oeversnelloper (Paranchus albipes) is een keversoort uit de familie van de loopkevers (Carabidae). De wetenschappelijke naam van de soort werd in 1796 gepubliceerd door Johann Christian Fabricius.